# Риотер, Реза
Реза Риотер (перс. رضا ریوتر‎) — иранский граффитист. Он начал создавать свои первые граффити в 2006 году в Кашане (Иран). Благодаря его искусству и влиянию, освещённому в журнале «Граффити Ирана» среди прочих, Кашан приобрёл репутацию одного из ведущих иранских городов в области граффити и уличного искусства.

## Карьера
Реза Риотер начинал свой творческий путь в качестве рэпера в Кашане. В 2006 году он сменил своё увлечение с музыки на изобразительное искусство, начав заниматься граффити. Большинство своих граффити в период с 2006 по 2011 год Риотер создал в иранском городе Аран-и-Бидголь. В тот же период, в 2010 году, Риотер стал использовал интернет в качестве рекламной платформы для продвижения своего искусства граффити, изменив его стиль и подачу, используя персидские буквы, чтобы больше зрителей могли понять его работы. Таким образом Реза Риотер был одним из первых художников, получивших признание за граффити на фарси.
С 2013 года Реза Риотер создаёт граффити на центральных улицах Кашана, включая 15 на площади Хордад.
Реза Риотер публиковал в интернете свои эссе о граффити. В 2014 году он разместил свой первый «видеограф», видео об уличном искусстве, на различных сайтах, в том числе в социальной сети Facebook, где его пост собрал более 17 000 просмотров. В 2015 году Риотер выпустил свой второй «видеограф», в честь Сохраба Сепехри, поэта из Кашана. В видеоролике он интересовался, почему на улице его имени в Кашане есть граффити. В последующие годы он продолжил создавать многочисленные «видеографы».
Реза Риотер также принял участие в радиопрограмме о граффити, ставшей первой программой в правительственных СМИ Ирана, посвящённой искусству граффити. После её выхода в эфир художник отметил, что его комментарии в ней были подвергнуты значительной цензуре.
Однажды Риотер разрисовал стену на главной улице Кашана, которая затем была закрыта тканью. Местные власти выдали ему разрешение на создание фрески, но потом сами же скрыли её. Через несколько дней они позволили художнику закончить своё граффити, после чего вновь его удалили, предположительно под давлением высших властей.
Риотер пытался утвердиться в жанре современного искусства, но утверждал, что это было чрезвычайно трудно сделать в традиционном городе, таком как Кашан, имеющем консервативную культуру.

## Аресты
В 2015 году Реза Риотер был арестован полицией нравственности в Кашане и обвинён в создании граффити. Он содержался в тюрьме Кашана в течение четырёх дней в камере номер 4.